# The Travelers Companies, Inc.
The Travelers Companies, Inc. ist ein US-amerikanisches Versicherungs-Unternehmen mit Sitz in New York City, New York. Das Unternehmen ist im Aktienindex Dow Jones Industrial Average gelistet. Geleitet wird das Unternehmen mit rund 30.900 Mitarbeitern vom CEO Alan Schnitzer und Präsidenten Brian McLean.

## Geschichte
Das Unternehmen entstand 2004 durch die Fusion der beiden US-amerikanischen Versicherungsunternehmen The St. Paul Companies und Travelers Property Casuality Corporation:
- Das Unternehmen The St. Paul Companies wurde 1853 in St. Paul, Minnesota, gegründet.
- Das Unternehmen Travelers Property Casuality ist ein Unternehmensteil vom 1864 in Hartford gegründeten Unternehmen Travelers, das 1993 zunächst vom Unternehmen Primerica gekauft  wurde. Als Primerica mit dem Unternehmen Citicorp zum Unternehmen Citigroup 1998 fusionierte, wurde danach 2002 der Unternehmensbereich Travelers Property Casuality abgetrennt. 2004 schließlich fusionierte Travelers Property Casuality mit The St. Paul Companies.

## Aktionärsstruktur
Mit Stand vom 31. März 2025 waren folgende Hauptaktionäre bekannt:
| Aktionär                             | Aktien | Anteile in % | Wert in USD   |
| ------------------------------------ | ------ | ------------ | ------------- |
| Vanguard Group Inc                   | 21.73M | 9,65 %       | 5,646,812,679 |
| Blackrock Inc.                       | 20.78M | 9,23 %       | 5,399,921,834 |
| State Street Corporation             | 15.69M | 6,97 %       | 4,075,761,639 |
| FMR, LLC                             | 15.12M | 6,71 %       | 3,927,424,680 |
| JPMORGAN CHASE & CO                  | 6.88M  | 3,05 %       | 1,786,271,644 |
| Massachusetts Financial Services Co. | 5.85M  | 2,60 %       | 1,520,704,418 |
| Geode Capital Management, LLC        | 5.49M  | 2,44 %       | 1,425,750,858 |
| Morgan Stanley                       | 4.44M  | 1,97 %       | 1,153,285,151 |
| ClearBridge Investments, LLC         | 4.15M  | 1,84 %       | 1,079,209,947 |
| Valeo Financial Advisors, LLC        | 3.62M  | 1,61 %       | 939,723,757   |